# Sant Esteve de les Pereres
Sant Esteve de les Pereres és una església romànica que es troba al llogaret de les Pereres pertanyent al municipi de Fontanals de Cerdanya a la comarca de la Baixa Cerdanya.

## Història
Esmentada a la fi del segle x a l'acta de consagració de la Seu d'Urgell. Va patir com quasi totes les esglésies de la zona el saqueig per part de les tropes càtares l'any 1198. Va ser abandonada després dels danys soferts el 1936, poc després es va enfonsar la part central de la nau. L'any 1992 va ser restaurada.

## Edifici
La construcció data de la meitat del segle xii, als murs de la nau s'aprecia clarament fileres d'opus spicatum fins a una alçada d'uns 2,80 metres des d'aquí les fileres són de carreus més grans allargats i sensiblement treballats formant murs d'1,50 metres de gruix. Dos arcs torals de mig punt divideixen la nau en tres trams.
A les reformes del segle xviii es van obrir dues capelles laterals a tots dos costats i una fornícula per situar l'antiga pica baptismal d'immersió.
L'absis semicircular és més petit que la nau, té una finestra de doble esqueixada i arc circular de dovelles treballades rudimentàriament.
A la façana de ponent de la mateixa amplada tenia un campanar de cadireta de dues obertures que va ser remodelat a la reforma del segle xviii, quan també es va traslladar la porta d'entrada a aquesta mateixa façana.